# Robinson jr.
Robinson jr. ist eine italienische Filmkomödie von Sergio Corbucci aus dem Jahr 1976.

## Handlung
Auf Drängen seiner Frau Magda begibt sich der Mailänder Modezar Roberto Minghelli mit ihr auf eine Kreuzfahrt. Nachdem bereits eine Übung am Tag zuvor stattgefunden hatte, bleibt Roberto beim zweiten Alarm verschlafen in seinem Bett liegen. Am nächsten Morgen erwacht er in dem mittlerweile untergegangenen Schiff und kann sich auf eine Insel retten.
Schon bald muss er feststellen, dass er sich ganz allein dort befindet und macht sich an die Erkundung der Insel. Zum Glück findet er einen weißen Kakadu, der ihm fortan Gesellschaft leistet und eine verlassene Hütte, die einen berühmten Vorbesitzer hatte: Robinson Crusoe. Obwohl der Großstädter gänzlich ungeeignet für das Überleben auf einer einsamen Insel zu sein scheint, arrangiert sich Roberto im Laufe der Zeit mit seiner Lage und führt sogar ein relativ glückliches Leben. Angeschwemmte Gegenstände aus der Zivilisation erleichtern ihm dies, wecken aber auch den Drang in ihm, von der Insel zurück nach Italien zu gelangen.
Eines Tages entdeckt er, dass er offenbar doch nicht allein auf der Insel ist: Eine junge hübsche eingeborene Frau, die er Freitag nennt, gesellt sich zu ihm. Fortan verbringen sie alle Zeit gemeinsam, aber immer, wenn Roberto Freitag zu nahe kommt, zürnt der Inselgott und verhindert eine körperliche Verbindung, die Roberto schon gern hätte. Nachdem Freitags Bräutigam Mandingo mit einem Boot die Insel erreicht, können beide die Insel verlassen. Freitag stellt dem Stammeshäuptling ihren Beschützer vor, der daraufhin mit in ihre Dorfgemeinschaft aufgenommen wird. Allerdings muss er sich mit Mandingo in einem Zweikampf messen; er glaubt ihn verloren zu haben und so im Suppentopf der Kannibalen zu enden. Doch dies gehört zur Zeremonie der Vermählung von Freitag und Roberto, ebenso eine Rückkehr zu Robinsons Insel, um den Inselgott um seinen Segen zu bitten. Obwohl dieser nun wohlwollend schweigt, hört Roberto seinen Namen rufen. Seine Gattin ist seit Wochen auf der Suche nach ihm und hat ihn nun gefunden.
Glücklich, in die zivilisierte Welt zurückzugelangen, verabschiedet sich Roberto von Freitag. Auf dem Boot blickt er plötzlich wehmütig zurück und springt ins Meer, um zurückzuschwimmen, wird aber von der Crew mit einem Netz aus dem Wasser gefischt.

## Hintergrund
Der Film wurde später von den DEFA-Studios synchronisiert und war vor allem in der DDR sehr beliebt. Er wird bis heute, vor allem im Programm der ostdeutschen Fernsehsender, regelmäßig gezeigt. Die Synchronsprecher waren Roberto: Carl-Hermann Risse, Freitag: Helga Sasse und Magda: Ingeborg Naß.
Nach dem Morandini-Dizionario dei film ist Robinson jr. als Parodie auf den Film Hingerissen von einem ungewöhnlichen Schicksal im azurblauen Meer im August von Lina Wertmüller zu verstehen.

## Kritiken
„Sergio Corbuccis vergnügliche Slapstick-Komödie zählt seit Jahren zu den beliebtesten Spielfilmen im deutschen Fernsehen und ist längst ein Kultfilm. Kein Wunder, zieht doch diese italienische Komödie fast alles durch den Kakao: Die üblichen Heldenklischees des Abenteuerfilms, das Managergehabe der Wirtschaftseliten, das literarische Erbe Daniel Defoes und die modische Sehnsucht des Großstädters nach dem ‚Zurück zur Natur‘“.